# レスティッツァ
レスティッツァ（伊: Lestizza）は、イタリア共和国フリウリ＝ヴェネツィア・ジュリア州ウーディネ県にある、人口約3,600人の基礎自治体（コムーネ）。

## 地理

### 位置・広がり

#### 隣接コムーネ
隣接するコムーネは以下の通り。
- バジリアーノ
- ベルティオーロ
- コドローイポ
- モルテリアーノ
- ポッツオーロ・デル・フリウーリ
- タルマッソンス

### 気候分類・地震分類
レスティッツァにおけるイタリアの気候分類 (it) および度日は、zona E, 2238 GGである。
また、イタリアの地震リスク階級 (it) では、zona 3 (sismicità bassa) に分類される。

## 行政

### 分離集落
レスティッツァには、以下の分離集落（フラツィオーネ）がある。
- Galleriano, Nespoledo, Santa Maria di Sclaunicco, Sclaunicco, Villacaccia